# Bagou (jeu de société)
Pour les articles homonymes, voir Bagou.
Bagou est un jeu de lettres dont l’objectif est de compléter des phrases, sur des cartes, en trouvent les mots manquants. Le jeu permet aux joueurs de mettre à l’épreuve leurs connaissances du français et d’enrichir leur vocabulaire.  

## Principe
Le but d’une partie est de former le mot BAGOU en pigeant des jetons de lettres. À chaque tour, le joueur ou l’équipe pioche une carte ayant des défis à relever répartis en 3 niveaux de difficulté facile, intermédiaire et expert. On lance ensuite le dé pour déterminer le niveau de difficulté et les particularités  du tour ; par exemple, gagner le double de jetons, voler un jeton, tenter un tout ou rien, affronter un autre joueur ou obtenir un droit de réplique. Le joueur dispose d’un délai de 30 secondes, déterminé par le sablier, pour trouver la bonne réponse. S’il réussit, il gagne des jetons qu’il tire au hasard. Chaque jeton représente une des lettres du mot B-A-G-O-U. Le premier joueur ou équipe à obtenir toutes les lettres du mot Bagou remporte la partie. 

## Contenu de la boite du jeu
- 504 cartes jouables recto-verso
- 50 jetons
- 8 cartes aide-mémoires
- 1 sablier (30 secondes)
- 1 sac à jeton
- 1 dé
- 1 livret de règles du jeu

## Catégories de cartes
- Belgicisme
- Francisme
- Québécisme
- Proverbe
- Expression
- Mot d'œuvre
- Mot oublié
- Mot savant
- Mot techno
- Mythes et légendes
- Mot plus familier
- Mot plus intense
- Mot plus littéraire
- Mot plus recherché
- Antonyme
- Homonyme
- Paronyme
- Synonyme
- Deux mots à trouver
- Deux phrases, un même mot
- Faites le bon choix
- Mélimélo

## Historique
Le Jeu Bagou - La folie des mots a été créé par Daniel Jasmin, un ancien professeur et fils d’écrivain. Il a créé ce jeu, dans le but d’aider ses élèves à mieux maitriser la langue française de façon amusante et novatrice.
Ce jeu de société s'est vendu à près de 100 000 exemplaires en France et au Québec entre 1998 et 2015.
Il y a eu plusieurs versions du jeu qui ont été créées au fil des années:
- Bagou
- Bagou 2
- Bagou junior
- Bagou - La totale

En 2017, Daniel Jasmin signe un contrat d’exclusivité avec la compagnie Jeux Flabbergaxt, leur permettant de concevoir et de mettre en marché une nouvelle version du jeu de société Bagou.
En 2019, Jeux Flabbergaxt met sur le marché une version repensée et renouvelée du jeu de société Bagou. Cette version présente davantage de cartes, de catégories de défis et une nouvelle jouabilité.

## Adaptation de jeux vidéo
Une première version du jeu mobile voit le jour en 2017,, créé par Thomas Jasmin, le fils du concepteur Daniel Jasmin. En quelques mois, la version mobile a été téléchargée plusieurs milliers de reprise.
L’application contient :
- Plus de 2500 défis
- 4 niveaux de difficulté
- 12 catégories de défis
La version mobile a été développée par Mésoplanet et est sorti en 2017 sur iOS et Android.